# 라윤사키아엘함라 지방

라윤사키아엘함라 지방

라윤사키아엘함라 지방(아랍어: العيون - الساقية الحمراء, 프랑스어: Laâyoune-Sakia El Hamra)은 모로코를 구성하는 12개 지방 가운데 하나로 분쟁 지역인 서사하라에 위치한다. 행정 중심지는 엘아이운이며 면적은 121,219km2, 인구는 367,758명(2014년 9월 1일 기준), 인구 밀도는 3.0명/km2이다. 지방의 서부 지역은 모로코가, 지방의 동부 지역은 사하라 아랍 민주 공화국이 실효 지배하고 있다.
2015년에 실시된 행정 구역 개편에 따라 겔밈에스스마라 지방, 라윤부즈두르사키아엘함라 지방의 일부 지역을 합병하여 신설되었다. 북쪽으로는 겔밈웨드눈 지방, 서쪽으로는 대서양, 남쪽으로는 다클라웨드에드다하브 지방과 접하며 동쪽으로는 모리타니와 국경을 접한다. 4개 주를 관할한다.